# Flamandzka Wspólnota Belgii
Flamandzka Wspólnota Belgii (nld. Vlaamse Gemeenschap, fr. Communauté flamande, niem. Flämische Gemeinschaft) – jedna z trzech oficjalnych wspólnot Belgii. Obejmuje cały teren Flandrii oraz Region Stołeczny Brukseli. Zajmuje powierzchnię 13 522 km² i jest zamieszkała przez 6 669 143 osób (1 stycznia 2020).
Posiada kompetencje w następujących dziedzinach:
- edukacja
- kultura i sprawy językowe
- rozwój regionalny
- opieka zdrowotna, agrokultura, energetyka (w wąskim zakresie).

Wspólnota nie posiada autonomii finansowej i w 95% finansowana jest z budżetu państwa.
Językiem oficjalnym wspólnoty jest niderlandzki, nazywany także językiem flamandzkim. Mniejszości narodowe na terenie Flandrii mówią także po francusku, turecku, arabsku, włosku, hiszpańsku, angielsku, niemiecku i w jidysz. Większość z nich to imigranci, którzy przybyli do Belgii w ciągu ostatnich dziesięcioleci. W niektórych miejscowościach w pobliżu granicy z Walonią francuski jest drugim językiem urzędowym. Podobnie rzecz ma się z językiem niderlandzkim (językiem flamandzkim) w pogranicznych gminach walońskich.

## Media
Największą stacją nadającą programy w języku niderlandzkim jest VRT (Vlaamse Radio- en Televisieomroeporganisatie). Wśród prasy ukazują się takie tytuły jak De Tijd, De Morgen czy De Standaard.